# Anton Duttenhofer

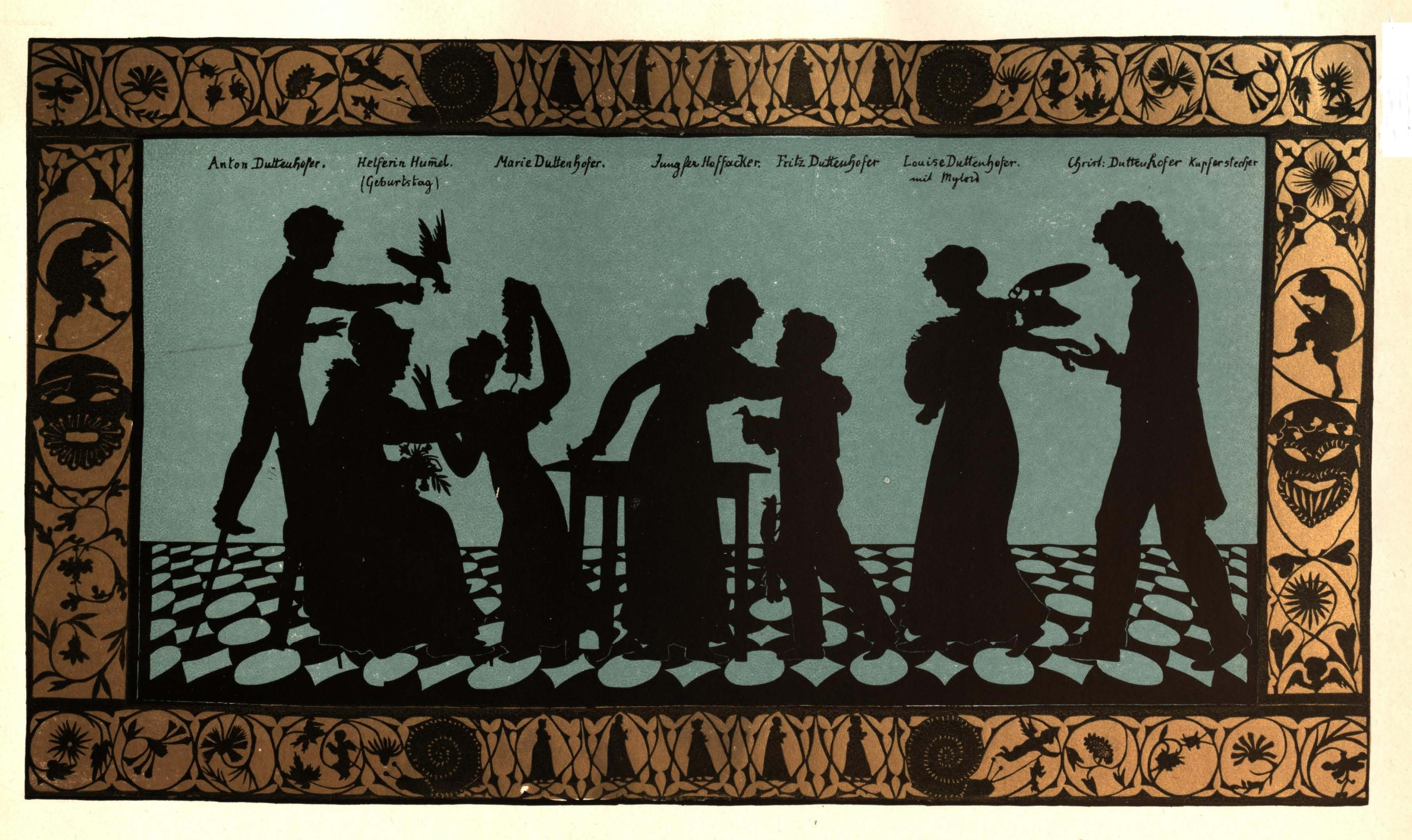
Familie Duttenhofer um 1820, außen links Anton Duttenhofer als Stelzengänger mit einem Vogel in der Hand

Anton (Raphael) Duttenhofer (* 19. Oktober 1812 in Stuttgart; † 11. Februar 1843 in Stuttgart) war ein deutscher Kupferstecher. Von dem früh verstorbenen Künstler sind nur wenige Werke, meist Stiche nach fremden Vorlagen, überliefert.

## Leben
Anton Duttenhofer wurde am 19. Oktober 1812 in Stuttgart als Sohn des Kupferstechers Christian Duttenhofer und der Scherenschnittkünstlerin Luise Duttenhofer geb. Hummel geboren. Von den drei Kindern der Eltern, die das Erwachsenenalter erreichten, war er das jüngste. Seine Schwester Marie (1807–1839) heiratete den Öhringer Rechtsanwalt Christian Friedrich August Tafel (1798–1856), und sein älterer Bruder Friedrich Martin wurde Regierungs-Pferdearzt und Professor.

### Studium
Duttenhofer erlernte die Anfangsgründe der Kupferstecherei bei seinem Vater und schrieb sich im Alter von 16 Jahren am 21. November 1828 an der Akademie der Bildenden Künste in München für das Fach Kupferstecherkunst ein. Wie lange er dort studierte, ist nicht bekannt. Den Kupferstich lehrten damals Samuel Amsler und Carl Hess. Die Historienmalerei vertraten von Peter von Cornelius, Heinrich Maria von Hess, Moritz Kellerhoven, Julius Schnorr von Carolsfeld und Clemens von Zimmermann.
Auf der Akademie bot sich Duttenhofer die Gelegenheit, mit vielen anderen Studenten aus Württemberg, die er teilweise gewiss schon kannte, in Berührung zu kommen. Mit ihm zusammen am gleichen Tag immatrikulierte sich der ebenfalls aus Stuttgart kommende Heinrich Leibnitz, der später eine Karriere als Maler machte und an der Universität Tübingen Universitätszeichenlehrer und Professor für Kunstgeschichte wurde. Auch der spätere Historienmaler Ferdinand Alexander Bruckmann (1806–1852) studierte in diesen Jahren an der Akademie. Er hatte bei seinem Heilbronner Vetter Peter Bruckmann Anfang der zwanziger Jahre Unterricht im Gravieren und Modellieren genommen und gewiss schon damals auch den jungen Duttenhofer kennengelernt, dessen Eltern mit Peter Bruckmann befreundet waren. Man kann annehmen, dass er auf der Akademie auch mit den später berühmt gewordenen Malern Moritz von Schwind und Wilhelm von Kaulbach zusammentraf, die zur gleichen Zeit dort studierten.

### Leben in Stuttgart
Nach seiner akademischen Ausbildung ließ sich Duttenhofer in Stuttgart nieder und erwarb sich den Ruf eines trefflichen Szenen- und Bildnisstechers. Er war befreundet mit dem Maler German von Bohn, der wie sein Vater aus Heilbronn stammte und den er 1835 in einer Zeichnung porträtierte (siehe Werke). Christian Duttenhofer wohnte seit 1834 wieder in Heilbronn. Wenn sein Sohn ihn besuchte, ging er mit ihm zusammen bisweilen auch zu Justinus Kerner im Kernerhaus in Weinsberg. Bei einer solchen Gelegenheit schuf er auch ein Porträt des Dichter-Arztes, mit dem dieser aber gar nicht zufrieden war (siehe Werke). 1841 unternahm er eine Reise nach Italien, über die nichts Näheres bekannt ist.
Am 11. Februar 1843 starb Duttenhofer im Alter von nur 31 Jahren in Stuttgart „in Folge eines Zehrfiebers“. Seine Mutter hatte er 1829 als Siebzehnjähriger verloren, sein Vater überlebte ihn noch um drei Jahre. Über Duttenhofers Grabstätte ist nichts bekannt.

## Werke

### Quellnymphe nach Eberhard Wächter (1833–1843)
Literatur: Gauss 1976.
Bleistiftzeichnung auf bräunlichem Bütten, nach einem Gemälde von Eberhard Wächter, Blattgröße: 37,5 × 29,3 cm, Entstehungszeit 1833–1843, Staatsgalerie Stuttgart, Graphische Sammlung, Inventarnummer C 1924/125. Bezeichnung auf der Rückseite: „Zeichnung von Anton Duttenhofer nach einem Gemälde von Eberhard Wächter im Besitz von Peter Bruckmann in Heilbron / Von Dr. Fr. Duttenhofer als Andenken an seinen Bruder Anton im Febr. 1843 zum Geschenk erhalten.“ Über den Verbleib des Gemäldes von Eberhard Wächter ist nichts bekannt.
Eine junge Frau mit griechischem Profil und klassischer Frisur, bekleidet mit einem antiken Gewand und dem Betrachter den nackten Rücken zuwendend, sitzt seitwärts auf einem Felsblock und lässt, auf den angewinkelten rechten Arm gestützt, Wasser aus einer bauchigen Vase hinunterfließen.

### German von Bohn (1835)
Literatur: Fleischhauer 1939.
Porträt des Malers German von Bohn, Zeichnung, Entstehungsjahr 1835, Maße und Standort unbekannt.
Werner Fleischhauer fand, Anton Duttenhofer „porträtierte 1835 seinen Freund Bohn in einer wundervoll zarten, ganz auf die Linie abgestellten Zeichnung, voll klassischen Formgefühls und fast romantischer Vergeistigung“.

### Friedrich Haug nach Johann Heinrich Dannecker (1840)
|  |  | Literatur: Haug 1840; Holst 1987, S. 363–364; NN 2010. Porträt des Dichters Friedrich Haug, Kupferstich nach einem Gips-Reliefmedaillon von Johann Heinrich Dannecker, Entstehungsjahr 1840, Frontispiz zu Haug 1840. Bezeichnung: „J. C. F. HAUG. Nach Dannecker’s Basrelief gest[ochen] von A[nton] Duttenhofer“. Das Deutsche Literaturarchiv Marbach besitzt zwei von drei bekannten Exemplaren des Gipsmedaillons von Dannecker, das dritte, ehemals im Besitz der Staatsgalerie Stuttgart befindliche Exemplar scheint verlorengegangen zu sein. Das in einer Pressemitteilung des Literaturarchivs (NN 2010) abgebildete Medaillon stimmt nicht mit dem Kupferstich überein. |

### Romeo und Julie nach Alexander Bruckmann (1841)
Literatur: NN 1842.
Szene aus William Shakespeares „Romeo and Juliet“, Kupferstich nach einem Gemälde von Ferdinand Alexander Bruckmann, Royalfolio (20 × 12 Zoll), Entstehungsjahr 1841, Standort unbekannt. Der Stich wurde vom Württembergischen Kunstverein als Gabe an seine Mitglieder verteilt.
Auf dem Stich wird Romeos Abschied von Julia in der 5. Szene des 3. Aktes dargestellt: „Farewell, farewell! one kiss, and I’ll descend.“ (Leb wohl, leb wohl, ein Kuss und ich steige hinab). Das Kunstblatt des Morgenblatts für gebildete Stände von 1842 meinte dazu: „[Das Blatt] zeugt von dem Muthe des jungen Künstlers, eine schwierige Lichtwirkung durch den Grabstichel wiederzugeben. Der erste Schimmer des anbrechenden Tages glänzt am Horizont und der erbleichende Mond steht noch am Nachthimmel, als Romeo die Strickleiter faßt und den letzten Kuß auf den Mund der Geliebten drückt.“

### Justinus Kerner (1841)

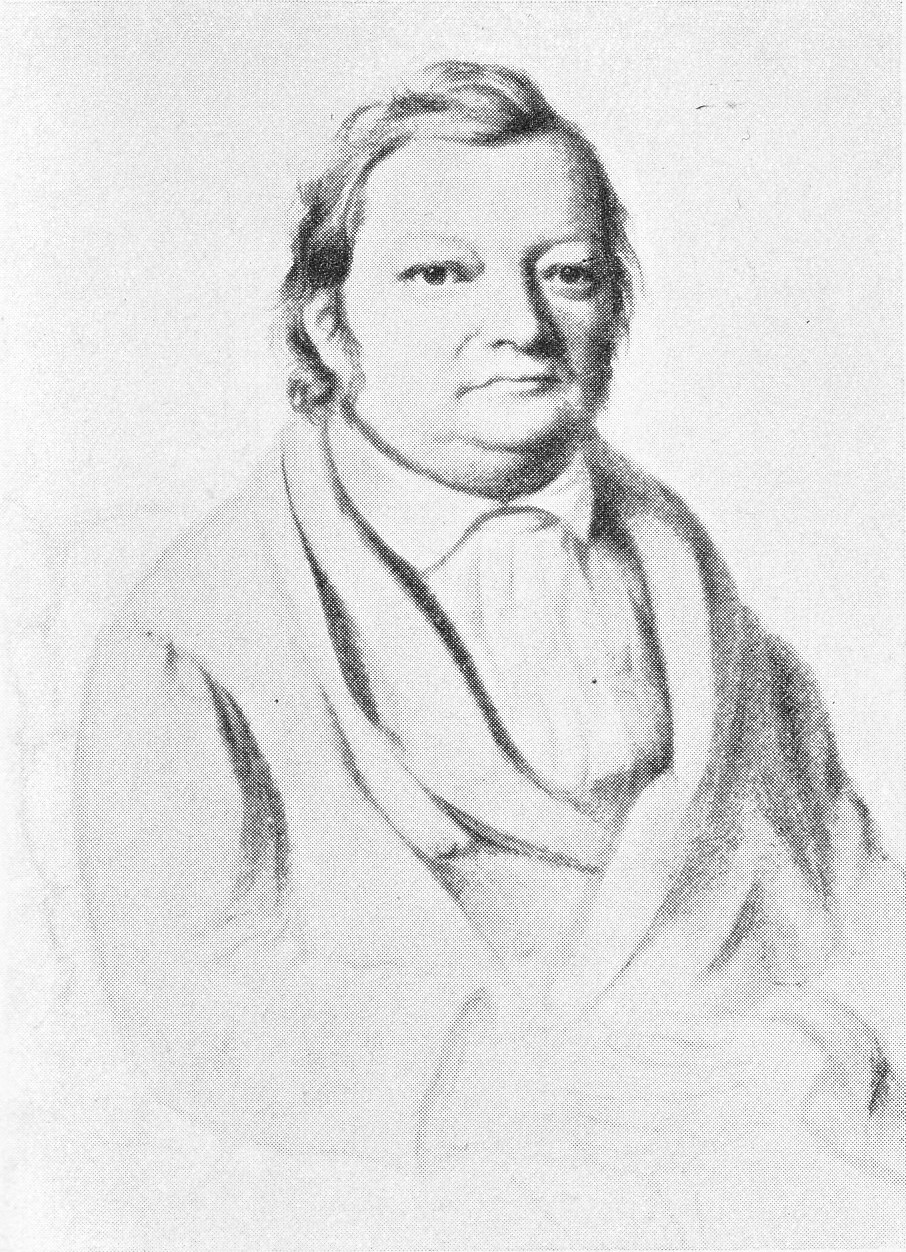
Zeichnung von Anton Duttenhofer, 1841
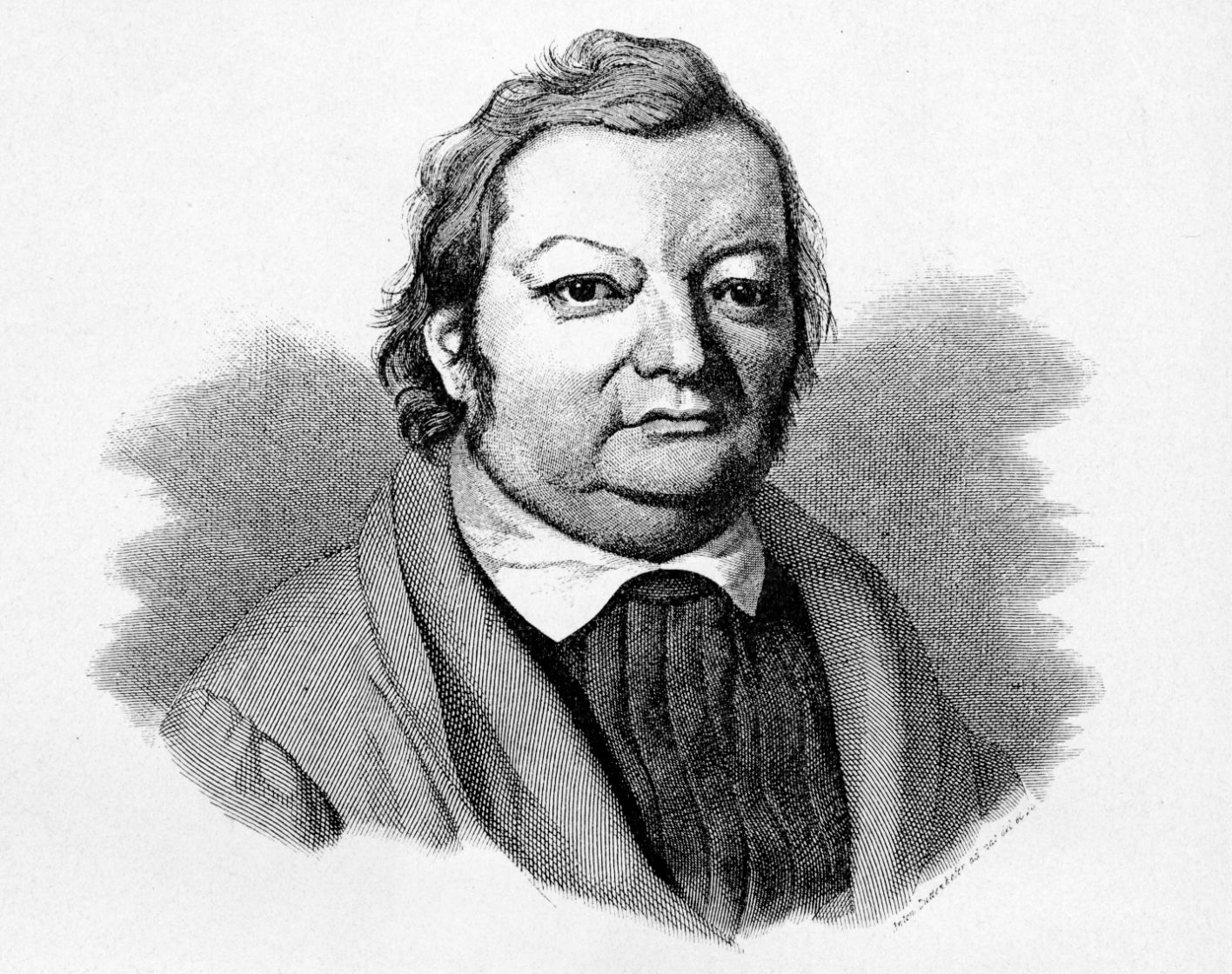
Lithographie nach der Zeichnung
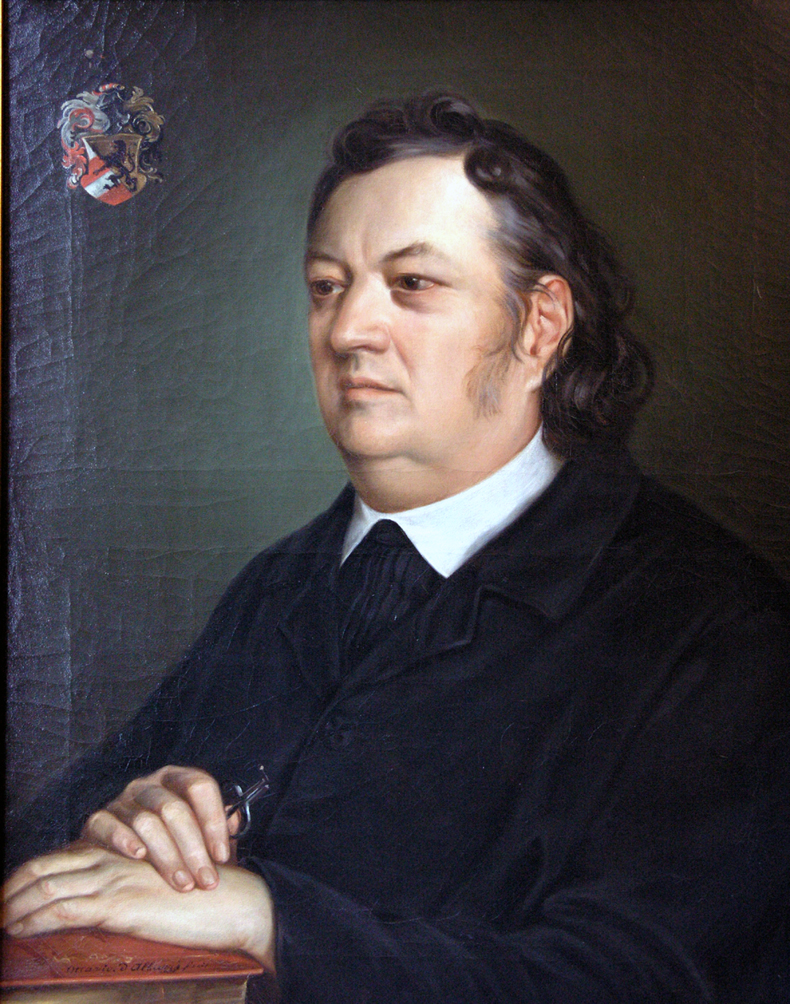
Gemälde von Ottavio d’Albuzzi, 1852
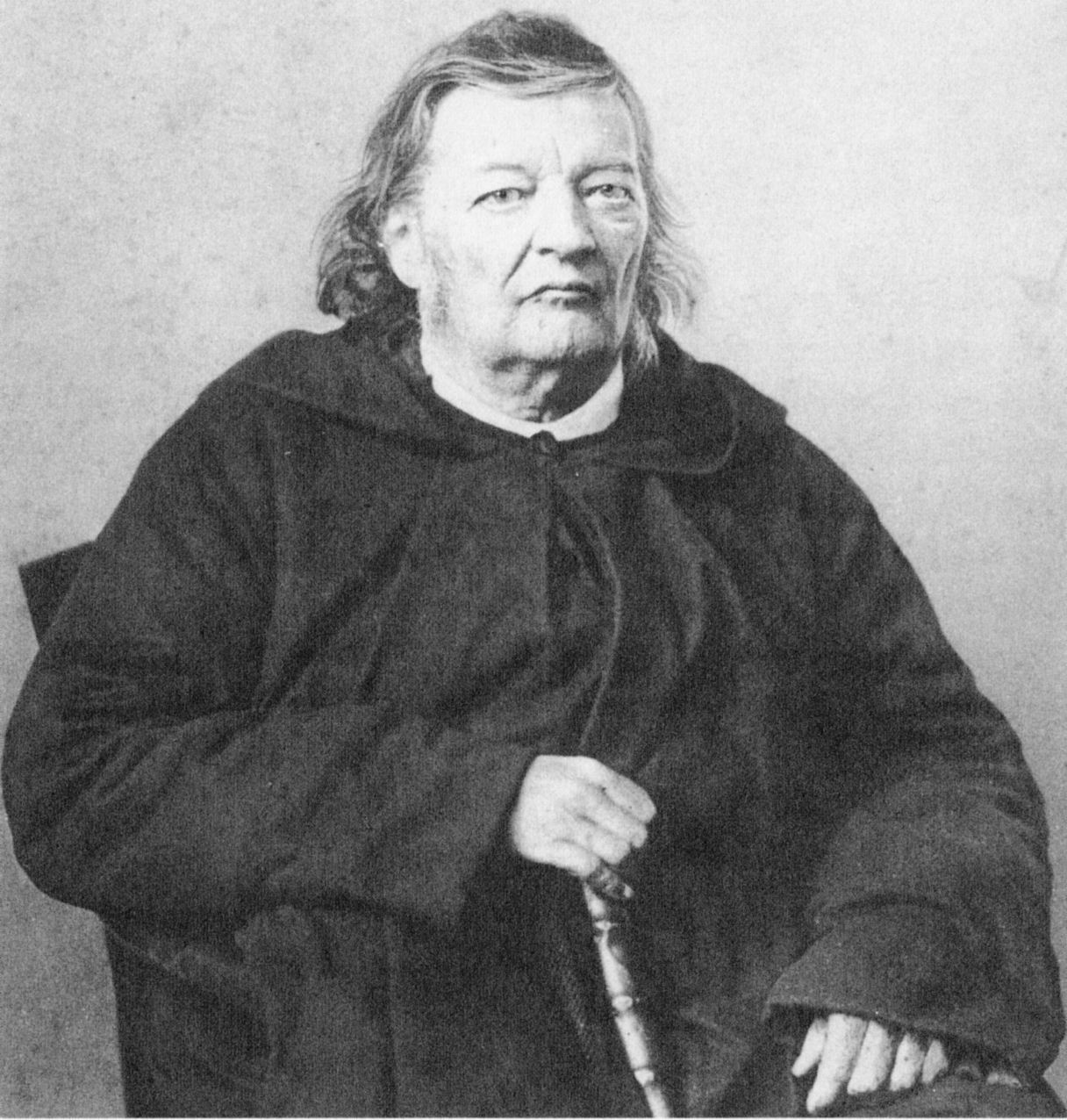
Fotografie, um 1860

Literatur: Fleischhauer 1939, NN 1841.
Porträt des Dichter-Arztes Justinus Kerner, Zeichnung und Lithographie, Entstehungsjahr 1841, Maße und Standort unbekannt.
Die Zeichnung und die Lithographie zeigen Kerner im Alter von etwa 55 Jahren. Das zum Vergleich abgebildete Gemälde porträtiert den etwa 66-jährigen Kerner, und die Fotografie wurde wenige Jahre vor seinem Tod (Kerner starb mit 75 Jahren) aufgenommen. Das Kunstblatt des Morgenblatts für gebildete Stände von 1842 fand, das Bildnis sei „mit einfacher und weicher Anlage, doch charaktervoll gestochen“. Es sei „ähnlich, und gut modellirt, und besonders ist der Ausdruck der Augen eben so naturgetreu als ihre Behandlung künstlerisch vollendet.“ Werner Fleischhauer urteilte über die Zeichnung: „In kräftigen und starken plastischen, aber innerlich leeren Formen hält sich eine Lithographie von Justinus Kerner, der auch über diese Bilder wieder eine kennzeichnende Bemerkung schrieb: «Kürbsenkopf» [Kürbiskopf]“. Kerner war offenbar unzufrieden mit der Zeichnung, so dass es wohl zu einer Auseinandersetzung mit Duttenhofer Vater und Sohn gab, denn Julie Hartmann schreibt ihm am 28. Februar 1841: „Die Geschichte mit Ihrem Bilde, u. der Duttenhoferschen unerhörten Anmaßung hat uns Alle sehr interesiert. […] Wir wollen jetzt nur froh seyn daß Sie der Welt nicht als Karikatur vorgestellt werden.“

### Cosimo I. de’ Medici nach Agnolo Bronzino
Literatur: NN 1914.
Kupferstich nach dem Gemälde Porträt des Cosimo I. de’ Medici (1545) von Agnolo Bronzino.